# Еуген Кумичић
Еуген Кумичић (псеудоним: Јенио Сисолски); (Брсеч, 11. јануар 1850 — Загреб, 13. маја 1904) био је хрватски професор, књижевник и политичар.

## Биографија
Гимназију је похађао у Копру и Задру а завршио у Ријеци. Почео је студирати медицину у Прагу, али прелази у Беч гдје студира историју, географију и филозофију. Студирао је потом и у Паризу романску и посебно француску књижевност, где је под утицајем савремене француске књижевности у којој је предњачио Зола, постао је франкофил. Потом се у Загребу запослио као средњошколски професор.
Одушевљавао се праваштвом те с Лагињом и Барчичем покреће у Краљевици лист Приморац, уређује Хрватску вилу (1883) и Хрватску. Након расцјепа у правашкој странци постаје потпредсједник тзв. "Чисте странке права". Од 1884. године је као праваш, више пута биран за заступника у Хрватски сабор, гдје се истакнуо као говорник и противник промађарске политике.
Појавио се на књижевном пољу 1879. године са приповетком "Случај". Од објављивања првог романа 1881. године видело се да ће он уместо романтике унети натуралистички стил, под утицајем француских натуралиста.
Сматра се предводником натурализма у хрватској књижевности. Често се користио елементима преузетим из француске тривијалне књижевности те реквизитима књишке романтике. Велику популарност стекао је историјским романима, а писао је и драме те романе са социјалном тематиком.
Оцјењујући Кумичића као књижевника, Антун Густав Матош је записао: "То је први наш натуралист и социјални приповједач који се попут Флобера и Золе служио документарно реалистичком методом." Насупрот њему, Антун Барац за Кумичића тврди да у тежњи да створи образац хрватског социјалног романа, писаног реалистичком методом, није успио као његови француски узори. Упркос свим замјеркама, Кумичићеву књижевну таленту не може се порећи снага којом је сликао људе и природу Истре у романима "Јелкин босиљак“ и „Зачуђени сватови“, као и занимљив критички приказ економског и моралног расула у горњим слојевима грађанског друштва у романима "Олга и Лина", те "Госпођа Сабина" који су објављени 1881, односно 1883. године.
Написао је читав низ приповедака који се баве свакодневницом књижевних јунака. Пажњу родољубиве хрватске публике је нарочито привукао његов историјски роман "Урота Зрињско-Франкопанска" (1892). То је десетак година било најчитаније хрватско штиво.
Написао је две позоришне драме: "Сестре" (1890) и "Обитељска тајна" (1891). Историјска драма "Петар Зрињски", појавила се 1900. године. Превео је неколико наслова са француског, италијанског и шпанског језика.